# Naissance en 1936
Naissance
- 1932
- 1933
- 1934
- 1935
- 1936
- 1937
- 1938
- 1939
- 1940

Cette page dresse une liste de personnalités nées au cours de l'année 1936 présentée dans l'ordre chronologique.
La liste des personnes référencées dans Wikipédia est disponible dans la page de la Catégorie: Naissance en 1936.

## Janvier
- 1er janvier :
  - Álvaro Barreto, ingénieur, entrepreneur et homme politique portugais († 10 février 2020).
  - Michel Mendès France, mathématicien français († 30 janvier 2018).
  - Norihiko Matsumoto, photographe japonais.
- 4 janvier : Pierre Laborie, historien français († 16 mai 2017).
- 5 janvier : Birago Balzano, dessinateur de bandes dessinées érotiques italien († 25 mars 2022).
- 6 janvier :
  - Rubén Amaro, joueur, instructeur et dépisteur mexicain de la Ligue majeure de baseball († 31 mars 2017).
  - Darlene Hard, joueuse de tennis américain († 2 décembre 2021).
- 7 janvier : François Saint-Macary, évêque catholique français, archevêque de Rennes († 26 mars 2007).
- 8 janvier : Hubertine Heijermans, peintre et graveuse néerlandaise († 31 juillet 2022).
- 9 janvier :
  - Henry Bogdan, historien français d'origine hongroise  († 4 avril 2020).
  - Mike Davies, joueur de tennis britannique gallois († 2 novembre 2015).
  - Ion Nunweiller, joueur et entraineur de football roumain († 3 février 2015).
  - Pierre Orsini, pilote de rallye français († 19 mai 2018).
- 11 janvier : 
  - Mohamed El Gourch, coureur cycliste marocain († 21 février 2015).
  - Lasse Braun, réalisateur italo-français de films pornographiques († 16 février 2015).
- 12 janvier : Jennifer Hilton, femme politique britannique.
- 13 janvier :
  - Kurt Gimmi, coureur cycliste suisse († 29 mars 2003).
  - Ami Maayani, compositeur et chef d'orchestre israélien († 17 février 2019).
  - Philippe Massoni, haut fonctionnaire et policier français († 14 février 2015).
- 19 janvier : 
  - Elliott Schwartz, compositeur américain († 7 décembre 2016).
  - Radovan Radović, joueur de basket-ball yougoslave († 25 août 2022).
- 20 janvier : Giorgio Morniroli, personnalité politique suisse († 20 juillet 2017).
- 21 janvier : Jerzy Vetulani, pharmacologue, biochimiste, neuroscientifique et professeur de sciences naturelles polonais († 6 avril 2017).
- 22 janvier :
  - Clive Derby-Lewis, homme politique sud-africain († 3 novembre 2016).
  - Valerio Zanone, homme politique italien († 7 janvier 2016).
  - Juliette Mayniel, actrice française († 21 juillet 2023).
- 23 janvier : 
  - Reg Lewis, culturiste et acteur américain († 11 février 2021).
  - Horst Mahler, avocat allemand († 27 juillet 2025).
- 24 janvier : 
  - Etsuko Ichihara, actrice japonaise († 12 janvier 2019).
  - Bobby Wellins, saxophoniste ténor britannique de jazz († 27 octobre 2016).
  - Yōko Nogiwa, actrice japonaise († 13 juin 2017).
- 26 janvier :
  - Théo Sarapo, chanteur et acteur d'origine grecque († 28 août 1970).
  - Woungly-Massaga, homme politique camerounais († 17 octobre 2020).
- 27 janvier :
  - Troy Donahue, acteur américain († 2 septembre 2001).
  - Denis Hardy, homme politique québécois († 12 mai 2016).
- 28 janvier : 
  - Alan Alda, acteur, écrivain, réalisateur et homme politique américain.
  - Waldyr Geraldo Boccardo, joueur de basket-ball brésilien († 18 novembre 2018).
  - Gilbert Facchinetti, footballeur et entrepreneur suisse († 6 juillet 2018).
  - Delio Gamboa, footballeur international colombien († 23 août 2018).
  - Bill Jordan, baron Jordan, pair et homme politique britannique.
  - Albert Rouet, évêque catholique français, archevêque de Poitiers.
- 29 janvier :
  - Patrick Caulfield, peintre britannique († 29 septembre 2005).
  - Joaquín Peiró, footballeur et entraîneur espagnol († 18 mars 2020).
- 31 janvier : 
  - Edmund Piątkowski, athlète polonais († 28 mars 2016).
  - Lester Sterling, musicien jamaïcain († 16 mai 2023).
  - Philippe Laudenbach, acteur français († 22 avril 2024).

## Février
- 1er février : Serge Korber, cinéaste français († 23 janvier 2022).
- 2 février : Théophile Obenga, égyptologue et linguiste congolais.
- 4 février :
  - David Brenner, comédien américain († 15 mars 2014).
  - Michel Méranville, évêque catholique français.
- 5 février :
  - Michel Rousseau, coureur cycliste français († 23 septembre 2016).
  - Kenneth Silverman, professeur d'université américain († 7 juillet 2017).
- 8 février : Francis Sejersted, historien norvégien, membre du Comité Nobel norvégien († 25 août 2015).
- 9 février : 
  - Georg Sterzinsky, cardinal allemand († 30 juin 2011).
  - Stompin' Tom Connors, auteur-compositeur-interprète († 6 mars 2013).
- 10 février :
  - Giuliana Calandra, actrice, journaliste et présentatrice de télévision italienne († 25 novembre 2018).
  - Billy Goldenberg, compositeur américain († 3 août 2020).
  - Michel Tibon-Cornillot, philosophe et anthropologue français († 28 mars 2020).
  - Mohamed Zerbout, chanteur algérien de chaâbi († 23 avril 1983).

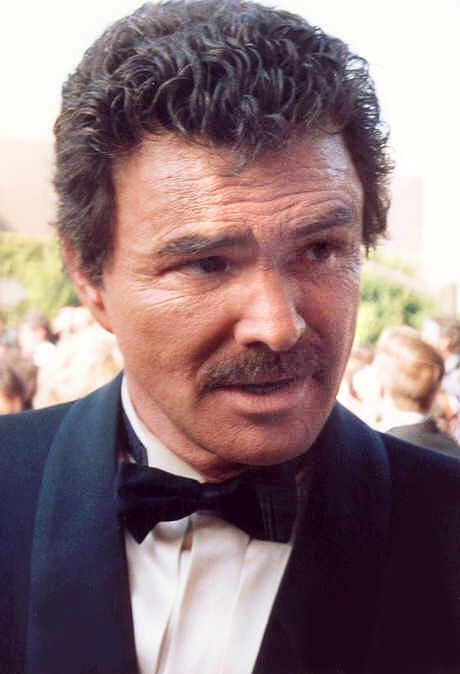
Burt Reynolds.

- Burt Reynolds.11 février : Burt Reynolds, acteur américain († 6 septembre 2018).
- 12 février : Binyamin Ben-Eliezer, homme politique israélien († 28 août 2016).
- 13 février : Guy Bacon, administrateur et homme politique canadien  († 24 décembre 2018).
- 15 février : Jean-Gabriel Albicocco, réalisateur français († 10 avril 2001).
- 16 février :
  - Alain Le Saux, directeur artistique et illustrateur français († 14 mars 2015).
  - François Roth, historien français († 5 mai 2016).
  - Fernando Solanas, cinéaste et homme politique argentin († 6 novembre 2020).
  - Paulin Tomanaga, homme politique béninois († 7 mai 2009).
- 17 février : 
  - Antonio Domenicali, coureur cycliste italien († 5 juillet 2002).
  - Jim Brown, joueur de football américain († 18 mai 2023).
- 18 février :
  - Julio Casas Regueiro, militaire et homme politique cubain († 3 septembre 2011).
  - Ian Hacking, philosophe canadien († 10 mai 2023).
  - Alvin McDonald, joueur de hockey sur glace canadien († 4 septembre 2018).
  - Adolphe Nicolas, géologue français († 31 mars 2020).
- 19 février : 
  - Adibah Amin, écrivaine, journaliste et actrice malaisienne.
  - Brad Steiger, écrivain américain († 6 mai 2018).
  - Pierre Sterckx, écrivain, critique d'art et enseignant belge († 2 mai 2015).
- 20 février :
  - Marj Dusay, actrice américaine († 29 janvier 2020).
  - Larry Hovis, acteur américain († 9 septembre 2003).
  - Janet Whitaker, femme politique britannique.
- 21 février :
  - László Bárczay, joueur d'échecs hongrois († 7 avril 2016).
  - Janet Fookes, femme politique britannique.
  - René Hausman, illustrateur et auteur de bande dessinée belge († 28 avril 2016).
  - Michael O'Kennedy, homme politique irlandaise († 15 avril 2022).
  - Vladimir Sokolov, clarinettiste soviétique puis russe († 13 novembre 1999).
- 22 février : Karol Divín, patineur artistique tchécoslovaque puis tchèque († 6 avril 2022).
- 23 février :
  - Federico Luppi, acteur argentin († 20 octobre 2017).
  - Roger Rivière, coureur cycliste français († 1er avril 1976).
- 25 février :
  - Peter Hill-Wood, homme d'affaires britannique († 28 décembre 2018).
  - Francis Wodié, homme politique ivoirien († 3 juillet 2023).
- 26 février :
  - Adem Demaçi, écrivain et militant politique albanais originaire du Kosovo († 26 juillet 2018).
  - José da Cruz Policarpo, cardinal portugais († 12 mars 2014).
- 27 février : 
  - Roger Michael Mahony, cardinal américain.
  - Naâma, chanteuse tunisienne († 18 octobre 2020).
- 28 février : William Delafield Cook, peintre australien († 29 mars 2015).
- 29 février :
  - Nh. Dini, romancière et féministe indonésienne († 4 décembre 2018).
  - Jack Lousma, astronaute américain.
  - Henri Richard, joueur de hockey sur glace canadien († 6 mars 2020).
  - Alex Rocco, acteur américain († 18 juillet 2015).
  - Yves Rouquette, poète et écrivain français († 4 janvier 2015).

## Mars
- 1er mars : Jean-Edern Hallier, écrivain français († 12 janvier 1997).
- 3 mars :
  - Orlando Borrego, économiste et homme politique cubain († 26 juin 2021).
  - Yvan Chiffre, cascadeur français († 27 septembre 2016).
  - Oreste Magni, coureur cycliste italien († 16 mars 1975).
  - Philippe Trouvé, peintre et poète français († 2 août 2005).
- 4 mars : Jim Clark, pilote de Formule 1 britannique († 7 avril 1968).
- 7 mars : 
  - Loren Acton, astronaute américain.
  - Claude Feidt, évêque catholique français († 13 octobre 2020).
  - Frederick Gilroy, boxeur irlandais († 28 juin 2016).
  - Antonio Mercero, réalisateur espagnol († 12 mai 2018).
  - Georges Perec, écrivain français († 3 mars 1982).
  - François Ristori, peintre français († 27 janvier 2015).
  - Julio Terrazas Sandoval, cardinal bolivien († 9 décembre 2015).
- 8 mars :
  - Lakehal Ayat, général et homme politique algérien († 3 juin 2006).
  - Nils Nilsson, joueur de hockey sur glace suédois († 24 juin 2017).
  - Gábor Szabó, guitariste de jazz hongrois († 26 février 1982).
  - Red West, acteur américain († 18 juillet 2017).
- 9 mars : 
  - Elina Salo, actrice finlandaise.
  - Patricia Leonard, actrice et chanteuse d'opéra britannique († 28 janvier 2010).
  - René Lucchesi, joueur de pétanque français († 22 mai 2022).
- 10 mars : Sepp Blatter, ancien homme d'affaires, dirigeant sportif suisse et président de la FIFA de 1998 à 2015.
- 11 mars : 
  - Antonin Scalia, juge de la Cour suprême des États-Unis († 13 février 2016).
  - Ernie Zampese, joueur et entraîneur américain de football américain († 29 août 2022).
- 13 mars : José Mojica Marins, réalisateur, acteur et scénariste de cinéma et de télévision brésilien († 19 février 2020).
- 15 mars : Francisco Ibáñez, dessinateur et scénariste de bandes dessinées catalan († 15 juillet 2023).
- 16 mars : Raymond Vahan Damadian, médecin américain d'ascendance arménienne († 3 août 2022).
- 17 mars :
  - Jürgen Hentsch, acteur allemand († 21 décembre 2011).
  - Alain Jérôme, journaliste, présentateur de télévision et producteur français.
  - Ken Mattingly, astronaute américain († 31 octobre 2023).
- 18 mars :
  - Frederik de Klerk, homme d'État sud-africain († 11 novembre 2021).
  - Gilbert De Smet, coureur cycliste belge († 10 février 1987).
  - Henri Tame Soumedjong, entrepreneur, homme d'affaires et homme politique camerounais († 18 mai 2021).
- 19 mars : Ursula Andress, actrice suisse.
- 20 mars : 
  - Lee Scratch Perry, musicien jamaïcain († 29 août 2021).
  - Alberto Seixas Santos, cinéaste portugais († 10 décembre 2016).
- 21 mars : Ed Broadbent, homme politique canadien social-démocrate.
- 22 mars : Erol Büyükburç, chanteur pop et acteur turc († 12 mars 2015).
- 23 mars :
  - Jannis Kounellis, peintre, sculpteur et professeur d'université grec puis italien († 16 février 2017).
  - Željko Perušić, footballeur croate, international yougoslave († 28 septembre 2017)
- 24 mars : David Suzuki, généticien canadien.
- 25 mars : 
  - Adrian Brine, acteur, metteur en scène, scénariste et réalisateur britannique († 11 mai 2016).
  - Abdelkrim Kerroum, footballeur français († 9 janvier 2022).
- 26 mars : Axel Bertram, designer, dessinateur, graphiste et typographe allemand († 16 mars 2019).
- 27 mars : Robert Forhan, joueur de hockey sur glace canadien († 3 juin 2018).
- 28 mars : 
  - Amancio Ortega Gaona, homme d'affaires espagnol.
  - Mario Vargas Llosa, écrivain péruvien et espagnol († 13 avril 2025).
- 29 mars : Stanislav Govoroukhine, acteur, réalisateur, scénariste et homme politique soviétique puis russe († 14 juin 2018).
- 30 mars :
  - Mark Burns, acteur britannique († 8 mai 2007).
  - Valerio Onida, homme politique et professeur de droit italien († 14 mai 2022).

## Avril
- 1er avril : André Evrard, peintre et graveur suisse († 29 avril 2021).
- 2 avril :
  - István Csukás, poète, romancier et scénariste hongrois († 24 février 2020).
  - Aurelio Galfetti, architecte suisse († 5 décembre 2021).
- 3 avril :
  - Scott LaFaro, contrebassiste de jazz américain († 4 février 1961).
  - Jimmy McGriff, organiste de jazz américain († 24 mai 2008).
- 4 avril :
  - Aimé Gori, footballeur français († 2002).
  - Alfred C. Marble, Jr., évêque américain († 30 mars 2017).
- 6 avril : Shin Kyeong-nim, écrivain coréen († 22 mai 2024).
- 7 avril :
  - José Martín Colmenarejo, coureur cycliste espagnol († 27 novembre 1995).
  - Jean Flori, historien médiéviste français († 18 avril 2018).
- 8 avril : Francesco Carnelutti, acteur et doubleur italien († 26 novembre 2015).
- 9 avril :
  - Ferdinando Imposimato, avocat, magistrat et homme politique italien († 2 janvier 2018).
  - Michael Somare, « père de l’indépendance » de Papouasie-Nouvelle-Guinée († 26 février 2021).
- 10 avril : John Madden, entraîneur de football américain et commentateur sportif américain († 28 décembre 2021).
- 11 avril : Ivonka Survilla, femme politique biélorusse en exil.
- 12 avril : 
  - Øystein Lønn, écrivain et journaliste norvégien († 10 janvier 2022).
  - Frankétienne, écrivain, musicien, peintre et philisophe haïtien († 20 février 2025).
- 13 avril :
  - Nicolas Alfonsi, avocat et homme politique français († 16 mars 2020).
  - Choi In-hun, écrivain sud-coréen († 23 juillet 2018).
- 14 avril :
  - Jean-Gabriel Cohn-Bendit, enseignant, pédagogue et auteur franco-burkinabé († 17 décembre 2021).
  - Ivan Dias, cardinal indien, préfet de la Congrégation pour l'évangélisation des peuples († 19 juin 2017).
  - Astrid Heiberg, femme politique et professeur de psychiatrie norvégienne († 2 avril 2020).
- 15 avril :
  - Jose Becerra, boxeur mexicain († 6 août 2016).
  - Sergio Boschiero, homme politique italien († 3 juin 2015).
  - Petre Ivănescu, handballeur et entraîneur roumain († 1er avril 2022).
  - Raymond Poulidor, coureur cycliste français († 13 novembre 2019).
  - Pen Sovan, homme politique cambodgien († 29 octobre 2016).
- 16 avril : Derrick Sherwin, producteur, scénariste et acteur britannique († 17 octobre 2018).
- 17 avril : David Axelrod, compositeur, arrangeur et producteur américain († 5 février 2017).
- 18 avril :
  - Richard Colla, acteur et réalisateur américain († 24 décembre 2021).
  - Jack Vanarsky, sculpteur et auteur de collages français († 15 février 2009).
- 19 avril : Tom Purdom, écrivain américain († 14 janvier 2024).
- 20 avril :
  - Alphonse de Bourbon, prétendant légitimiste au trône de France († 30 janvier 1989).
  - John Kenneth McKinnon, homme politique canadien († 13 mars 2019).
- 21 avril :
  - Robert Cleary, joueur de hockey sur glace américain († 16 septembre 2015).
  - Reggie Fleming, joueur de hockey sur glace canadien († 11 juillet 2009).
- 22 avril :
  - Glen Campbell, chanteur, musicien et acteur américain († 8 août 2017).
  - Ilkka Hakalehto, historien et homme politique finlandais († 24 novembre 2009).
  - Giancarlo Sarti, joueur et dirigeant de basket-ball italien († 21 juillet 2022).
- 23 avril :
  - Anatoli Naïman, poète, traducteur, essayiste et écrivain soviétique puis russe († 21 janvier 2022).
  - Roy Orbison, chanteur américain († 6 décembre 1988).
  - Myron Thompson, homme politique canado-américain († 5 janvier 2019).
- 25 avril : 
  - Michel Cartau, footballeur († 28 octobre 2009).
  - Leonel Sánchez, footballeur chilien († 25 avril 2022).
- 26 avril : Henri Madelin, prêtre catholique et théologien jésuite français († 8 avril 2020).
- 27 avril :
  - Theo Angelopoulos, réalisateur grec († 24 janvier 2012).
  - John Burningham, auteur et illustrateur de littérature jeunesse britannique († 4 avril 2019).
  - Néstor Gonçálves, footballeur uruguayen  († 29 décembre 2016).
- 28 avril : 
  - Tarek Aziz, homme politique irakien († 5 juin 2015)
  - Kenneth White, poète, écrivain et essayiste écossais († 11 août 2023).
- 29 avril :
  - Claude Cabanes, journaliste et écrivain français († 25 août 2015).
  - Zubin Mehta, chef d'orchestre indien.
  - André Rouvière, homme politique français († 2 novembre 2015).

## Mai
- 1er mai : Michel Parisse, historien médiéviste français († 5 avril 2020).
- 3 mai : Charles-Ferdinand Nothomb, homme politique belge († 19 avril 2023).
- 4 mai :
  - André Bourrié, peintre officiel de la Marine français († 6 janvier 2017).
  - El Cordobés (Manuel Benítez Pérez), matador espagnol.
  - Med Hondo, réalisateur acteur et doubleur franco-mauritanien († 2 mars 2019).
- 5 mai : Sandy Baron, acteur américain († 21 janvier 2001).
- 6 mai : Brian Johns, homme d'affaires et journaliste australien († 1er janvier 2016).
- 8 mai : James R. Thompson, avocat et homme politique américain († 14 août 2020).
- 9 mai :
  - Mamadou Diop, officier supérieur et homme politique sénégalais († 26 mars 2018).
  - Terry Downes, boxeur britannique († 6 octobre 2017).
  - Albert Finney, acteur britannique († 7 février 2019).
  - Makoto Watanabe, diplomate japonais († 8 février 2022).
  - Ernest Shonekan, homme d'état Nigeria († 9 janvier 2022).
- 10 mai :
  - Anthea Bell, traductrice britannique († 18 octobre 2018).
  - John Ostashek, premier ministre du yukon († 10 juin 2007).
  - Taiwo Akinkunmi, fonctionnaire nigérian († 29 août 2023).
- 12 mai :
  - Graziano Battistini, coureur cycliste italien († 22 janvier 1994).
  - Marcellin Theeuwes, moine chartreux néerlandais († 2 janvier 2019).
  - Frank Stella, artiste américain († 4 mai 2024).
- 13 mai : Francisc Bárányi, écrivain et homme politique roumain († 9 décembre 2016).
- 14 mai :
  - Aline Chaîné, femme de Jean Chrétien († 12 septembre 2020).
  - Bobby Darin, auteur-compositeur-interprète et acteur américain † 20 décembre 1973).
- 15 mai : Milan Kymlicka, compositeur († 9 octobre 2008).
- 16 mai :
  - Leo Geoghegan, pilote automobile australien († 2 mars 2015).
  - Karl Lehmann, cardinal allemand († 11 mars 2018).
- 17 mai : 
  - Philippe Boesmans, compositeur de musique contemporaine belge († 10 avril 2022).
  - Lars Gustafsson, écrivain suédois († 3 avril 2016).
  - Dennis Hopper, acteur et réalisateur américain († 29 mai 2010).
- 18 mai :
  - Ralph Metzner, psychologue, philosophe et écrivain américain († 14 mars 2019).
  - Popeck, humoriste et acteur français.
  - Peter N. Walker, essayiste et auteur de roman policier britannique († 21 avril 2017).
- 20 mai : Anthony Zerbe, acteur américain.
- 21 mai :
  - Günter Blobel, biologiste germano-américain († 18 février 2018).
  - François Bussini, évêque catholique français († 13 octobre 2018).
- 24 mai : Patrick Nothomb, diplomate belge † 17 mars 2020).
- 25 mai :
  - Alphonse Georger, évêque catholique français, évêque d'Oran (Algérie).
  - Ely Tacchella, footballeur international suisse († 2 août 2017).
- 26 mai : Nurul Islam Manzur, homme politique bangladais († 26 mai 2020).
- 27 mai :
  - Ivo Brešan, dramaturge, romancier, nouvelliste, essayiste et scénariste yougoslave puis croate († 3 janvier 2017).
  - Bernard Epin, écrivain, critique littéraire et militant communiste français († 1er avril 2020).
  - Louis Gossett Jr., acteur américain († 29 mars 2024).
- 28 mai : Simon Bédaya-Ngaro, homme politique centrafricain († 29 janvier 2006).
- 29 mai :
  - Lev Mikhaïlov, clarinettiste et saxophoniste soviétique puis russe († 9 février 2003).
  - Viatcheslav Aleksandrovitch Ovtchinnikov, compositeur et chef d'orchestre soviétique puis russe († 4 février 2019).
- 30 mai : Keir Dullea, acteur américain.
- 31 mai : Hwang Byungki, joueur de gayageum et compositeur sud-coréen († 31 janvier 2018).

## Juin
- 1er juin :
  - André Bourbeau, notaire et homme politique québécois († 25 mars 2018).
  - José Pesudo, joueur et entraineur de football espagnol († 5 décembre 2003).
  - Nariman Azimov, compositeur et chef d’orchestre azerbaïdjanais († 19 novembre 2016).
- 3 juin :
  - Larry McMurtry, romancier, essayiste et scénariste américain († 26 mars 2021).
  - Colin Meads,  joueur de rugby à XV néo-zélandais († 20 août 2017).
  - Eddie Willis, musicien américain († 20 août 2018).
- 6 juin :
  - Mompati Merafhe, homme politique botswanais († 7 janvier 2015).
  - Malangatana Ngwenya, peintre, sculpteur et poète mozambicain († 5 janvier 2011).
- 7 juin : Luis González Seara, universitaire et homme politique espagnol († 23 avril 2016).
- 8 juin : James Darren, acteur américain († 2 septembre 2024).
- 9 juin : Jackie Mason, humoriste, acteur, scénariste et producteur américain († 24 juillet 2021).
- 10 juin :
  - Nathanael Bennoit, homme politique et diplomate cubain († 9 octobre 1967).
  - Eugenio Bersellini, footballeur et entraîneur italien († 17 septembre 2017).
  - Viatcheslav Kébitch, homme politique polonais, soviétique puis biélorusse († 9 décembre 2020).
- 12 juin :
  - Marcus Belgrave, trompettiste de jazz américain († 24 mai 2015).
  - Ángel Rambert, footballeur français d'origine argentine († 25 octobre 1983).
- 13 juin : Michel Jazy, athlète français († 1er février 2024).
- 14 juin : José Martins da Silva, prélat catholique brésilien († 29 janvier 2015).
- 15 juin : 
  - Claude Brasseur, acteur français († 22 décembre 2020).
  - Roman Kofman, chef d'orchestre ukrainien
  - William Joseph Levada, cardinal américain († 26 septembre 2019).
- 16 juin :
  - Jacques Bernard, footballeur français († 14 août 2009).
  - Anthony Olubunmi Okogie, cardinal nigérian.
  - Hugh Whitemore, dramaturge et scénariste britannique († 17 juillet 2018).
- 17 juin : Gérard Bourgeois, compositeur et parolier français († 8 juillet 2016).
- 18 juin : 
  - Victor Lanoux, comédien, producteur, scénariste et dramaturge français († 4 mai 2017).
  - Larry Hennig, catcheur américain († 6 décembre 2018).
  - Denny Hulme, un pilote de course automobile néo-zélandais († 4 octobre 1992).
- 19 juin :
  - Michel Guyard, évêque catholique français († 23 juillet 2021).
  - Pierre MacDonald, courtier d'assurances, administrateur, militaire et homme politique québécois († 7 juillet 2015).
- 20 juin :
  - Ivan Grubišić, prêtre catholique et personnalité politique yougoslave puis croate († 19 mars 2017)
  - Jean Poczobut, dirigeant sportif français († 5 janvier 2017).
  - Enn Vetemaa, poète et écrivain soviétique puis estonien († 28 mars 2017).
- 22 juin : Ruth Brandt, artiste, peintre et enseignante irlandaise († 13 août 1989).
- 23 juin : 
  - Samuel Insanally, homme politique guyanien († 26 novembre 2023).
  - Konstantínos Simítis, économiste et homme d'État grec († 5 janvier 2025).
- 24 juin : Andrzej Kostenko, réalisateur, scénariste, directeur de la photographie et acteur polonais († 1er juin 2024).
- 25 juin : Roy Williamson, compositeur et musicien de folk écossais († 12 août 1990).
- 26 juin :
  - Bogdan Dotchev, arbitre de football bulgare († 29 mai 2017).
  - Hal Greer, joueur de basket-ball américain († 14 avril 2018).
  - Donald Johnston, avocat, écrivain et homme politique canadien († 4 février 2022).
  - Jean-Claude Turcotte, cardinal canadien, archevêque de Montréal († 8 avril 2015).
- 27 juin :
  - Jean-Jacques Barthe, homme politique français († 10 juin 2022).
  - Julos Beaucarne, chanteur belge († 18 septembre 2021).
  - Geneviève Fontanel, actric française († 17 mars 2017).
- 29 juin :
  - Kigeli V, roi (mwami) du Rwanda († 16 octobre 2016).
  - Eddie Mabo, militant australien († 21 janvier 1992).
- 30 juin :
  - Assia Djebar, femme de lettres algérienne d'expression française († 6 février 2015).
  - Frans Dignef, footballeur belge († 14 juin 2012).
  - Tom Frost, grimpeur et alpiniste américain († 24 août 2018).
  - Tony Musante, acteur américain († 26 novembre 2013).

## Juillet
- 1er juillet : Syl Johnson, chanteur, guitariste et harmoniciste de blues américain († 6 février 2022).
- 2 juillet :
  - Joan Leitzel, mathématicienne américaine.
  - Omar Souleiman, homme d'État égyptien († 19 juillet 2012).
- 3 juillet :
  - Elzbieta Violet dite Elzbieta, illustratrice et écrivaine franco-polonaise († 8 octobre 2018).
  - Leo Wilden, footballeur allemand († 5 mai 2022).
- 5 juillet :
  - Frederick Ballantyne, homme d'État, gouverneur général de Saint-Vincent-et-les-Grenadines († 23 janvier 2020).
  - Shirley Knight, actrice américaine († 22 avril 2020).
  - James Mirrlees, économiste britannique († 29 août 2018).
- 6 juillet :
  - Robert Gillmor, ornithologue, artiste, illustrateur, auteur et éditeur britannique († 8 mai 2022).
  - Grand Jojo, chanteur belge († 1er décembre 2021).
  - Jacques Lassalle, dramaturge, metteur en scène, acteur et écrivain français († 2 janvier 2018).
  - Yoo Jae-yong, écrivain sud-coréen.
- 7 juillet :
  - Jerzy Aleksandrowicz, psychiatre polonais († 17 octobre 2018).
  - Angi, peintre suisse († 12 septembre 2000).
  - Larbi Messari, historien, diplomate, journaliste et homme politique marocain († 25 juillet 2015).
  - Lisa Seagram, actrice américaine († 1er février 2019).
- 8 juillet : Rudolf de Korte, homme politique néerlandais († 9 janvier 2020).
- 9 juillet : Michel Tyszblat, peintre français († 27 novembre 2013).
- 10 juillet :
  - László Fábián, kayakiste hongrois pratiquant la course en ligne († 10 août 2018).
  - Satya Nandan, juriste et diplomate fidjien († 25 février 2020).
- 12 juillet :
  - Meta Ramsay, femme politique britannique.
  - Jan Němec, réalisateur tchécoslovaque puis tchèque († 18 mars 2016).
- 13 juillet : Bill Anderson, joueur américain de football américain († 18 avril 2017).
- 14 juillet : Robert F. Overmyer, astronaute américain († 22 mars 1996).
- 15 juillet :
  - Larry Cohen, réalisateur, producteur et scénariste américain († 23 mars 2019).
  - George Voinovich, homme politique américain († 12 juin 2016).
- 17 juillet : Jair Marinho, footballeur international brésilien († 7 mars 2020).
- 18 juillet : Joshua Fishman, sociolinguiste américain († 1er mars 2015).
- 19 juillet : Gilles Paquet, économiste et professeur canadien  († 18 janvier 2019).
- 20 juillet : Paolo Stanzani, ingénieur automobile italien († 18 janvier 2017).
- 21 juillet : Nani Bregvadze, chanteuse géorgienne.
- 22 juillet : Alfred Stepan, politologue américain († 27 septembre 2017).
- 23 juillet :
  - Kuniyoshi Kaneko, peintre, illustrateur et photographe japonais († 16 mars 2015).
  - Benito Sarti, joueur de football international italien († 4 février 2020).
  - Jacques Tissinier, peintre et sculpteur français († 15 juin 2018).
- 25 juillet :
  - David Sime, athlète américain († 12 janvier 2016).
  - Andrés Vásquez, matador espagnol.
- 26 juillet : Alfred Stepan, politologue américain († 26 septembre 2017).
- 29 juillet :
  - Gerald B. Greenberg, monteur américain († 22 décembre 2017).
  - Jean-Loup Passek, écrivain et critique de cinéma français († 4 décembre 2016).
- 30 juillet :
  - Haydn Morgan, joueur de rugby à XV gallois († 20 juillet 2018).
  - María del Pilar de Borbón, infante d’Espagne, duchesse de Badajoz et vicomtesse consort de la Torre († 8 janvier 2020).
  - John P. Ryan, acteur américain († 20 mars 2007).
  - Anatoli Tcherepovitch, coureur cycliste soviétique († 2 août 1970).
- 31 juillet : Boniface Alexandre, homme politique haïtien († 4 août 2023).

## Août
- 1er août :
  - Yves Saint Laurent, grand couturier français († 1er juin 2008).
  - Claudio Baggini, évêque catholique italien († 25 septembre 2015).
  - Charles de Wurtemberg, prétendant au trône de Wurtemberg († 7 juin 2022).
- 3 août : Vice Vukov, chanteur, éditorialiste et homme politique yougoslave puis croate († 24 septembre 2008).
- 4 août :
  - Pierre Rissient, réalisateur, scénariste et producteur associé français († 6 mai 2018).
  - Joaquim Roriz, homme politique brésilien († 27 septembre 2018).
- 5 août : John Saxon, acteur américain († 25 juillet 2020).
- 6 août : Dražan Jerković, footballeur yougoslave puis croate († 9 décembre 2008).
- 7 août : Hiroshi Masuoka, seiyū japonais († 21 mars 2020).
- 10 août : Chuck Israels, contrebassiste de jazz américain.
- 11 août : Jonathan Spence, historien américain d'origine britannique († 25 décembre 2021).
- 12 août : 
  - Margot Eskens, chanteuse allemande de schlager († 4 août 2022).
  - Kjell Grede, réalisateur suédois († 17 décembre 2017).
  - Osamu Ishiguro, joueur de tennis japonais († 9 novembre 2016).
- 14 août :
  - Ben Carruthers, acteur américain († 27 septembre 1983).
  - B. Raman, homme politique indien († 16 juin 2013).
  - Saïd Tarabik, acteur égyptien († 15 novembre 2015).
- 16 août : Alan Hodgkinson, footballeur anglais († 8 décembre 2015).
- 17 août :
  - Margaret Hamilton, informaticienne américaine ayant conçut le système embarqué du programme Apollo.
  - Abdelkhader Houamel, peintre algérien († 11 juillet 2018).
  - Seamus Mallon, homme politique britannique d'Irlande du Nord († 24 janvier 2020).
  - Jacques Mehler, psychologue cognitiviste français († 11 février 2020).
  - Floyd Westerman, musicien, acteur et militant amérindien américain († 17 août 2007).
- 18 août : Robert Redford, acteur américain.
- 19 août : Richard McBrien, théologien catholique, prêtre, écrivain et professeur américain († 25 janvier 2015).
- 20 août : Míriam Colón, actrice portoricaine († 3 mars 2017).
- 21 août : Feliciano Rivilla, footballeur espagnol († 6 novembre 2017).
- 22 août :
  - Dobrica Erić, écrivain, dramaturge et poète serbe († 29 mars 2019).
  - Miklós Vető, philosophe franco-hongrois († 8 janvier 2020).
- 23 août :
  - Filipe Bole, diplomate puis homme politique fidjien († 19 juin 2019).
  - Robert Morey, rameur américain († 18 janvier 2019).
- 24 août : Antonio María Rouco Varela, cardinal espagnol.
- 25 août : Siradiou Diallo, journaliste et homme politique guinéen († 14 mars 2004).
- 26 août :
  - Benedict Anderson, historien américain († 13 décembre 2015).
  - Francine York, actrice américaine († 6 janvier 2017).
- 27 août :
  - Philippe Labro, journaliste, écrivain, réalisateur, homme de médias, et auteur de chansons français († 4 juin 2025).
  - Ernest Medina, militaire américain († 8 mai 2018).
- 29 août : John McCain, homme politique et militaire américain († 25 août 2018).
- 31 août :
  - Alberto Assirelli, coureur cycliste italien († 1er avril 2017).
  - Igor Joukov, pianiste, chef d'orchestre et ingénieur du son soviétique puis russe († 26 janvier 2018).
  - Otelo Saraiva de Carvalho, homme politique portugais († 25 juillet 2021).

## Septembre
- 1er septembre : Yves Moknachi, joueur et entraineur de football français († 18 aout 2016).
- 2 septembre :
  - François Bacqué, évêque catholique français, nonce apostolique au Sri Lanka (en), en République dominicaine (en) puis aux Pays-Bas (en) († 9 novembre 2023).
  - Andrew Grove, ingénieur, docteur en génie chimique et chef d'entreprise américain d'origine hongroise († 21 mars 2016).
- 3 septembre : Zine el-Abidine Ben Ali président de la République tunisienne du 7 novembre 1987 au 14 janvier 2011 († 19 septembre 2019).
- 4 septembre :
  - Juan Carlos Cáceres, peintre, professeur d'histoire de l'art et musicien argentin († 5 avril 2015).
  - Jean Clausse, athlète français, spécialiste des courses de demi-fond († 17 février 2020).
- 5 septembre : 
  - Alcee Hastings, homme politique américain († 6 avril 2021).
  - Knuts Skujenieks, poète et journaliste letton († 25 juillet 2022).
- 6 septembre :
  - Anne Cuneo, metteur en scène, journaliste, traductrice, écrivaine, cinéaste et réalisatrice suisse († 11 février 2015).
  - Brian Stowell, professeur de physique, linguiste, écrivain et animateur de radio mannois († 18 janvier 2019).
- 7 septembre :
  - Peter Freund, physicien américain († 6 mars 2018).
  - Bruce Gray, acteur canadien  († 13 décembre 2017).
  - Buddy Holly, chanteur américain de rock 'n' roll († 3 février 1959).
- 8 septembre : Marco Lusini, peintre, sculpteur, photographe et poète italien († 3 octobre 1989).
- 9 septembre : 
  - Murray Lee Eiland, auteur, universitaire et chercheur américain.
  - Carlos Ortiz, boxeur portoricain († 13 juin 2022).
- 11 septembre :
  - Charles Dierkop, acteur américain († 25 février 2024).
  - Moshe Gershuni, peintre et sculpteur israélien († 22 janvier 2017).
  - Billy Ritchie, footballeur écossais († 11 mars 2016).
  - Marcel-Claude Roy, agronome et homme politique canadien († 31 mai 2018).
- 13 septembre : 
  - Abderrahmane Soukhane, footballeur franco-algérien († 5 juillet 2015).
  - Joe E. Tata, acteur américain († 24 août 2022).
- 14 septembre : Anatoliy Mikhailov, athlète soviétique puis russe, spécialiste du 110 mètres haies († 13 juin 2022).
- 15 septembre : Lothar Warneke, réalisateur, scénariste et acteur est-allemand et allemand († 5 juin 2005).
- 17 septembre : Rolf Orthel, réalisateur et producteur néerlandais.
- Denise Gagnon, actrice canadienne († 14 août 2024).
- 16 septembre : Frankie Sardo, chanteur américain de rock († 26 février 2014).
- 19 septembre :
  - Gioulli Moubarïakova, actrice bachkire († 20 février 2019).
  - Al Oerter, athlète américain († 1er octobre 2007).
- 20 septembre : Michel Dighneef, homme politique belge († 5 décembre 2017).
- 21 septembre : Sunny Murray, batteur de jazz américain († 7 décembre 2017).
- 22 septembre : Alan Gillis, agriculteur et homme politique irlandais († 6 mai 2022).
- 23 septembre : Sylvain Saudan, skieur suisse († 14 juillet 2024).
- 25 septembre : Moussa Traoré, homme politique malien († 15 septembre 2020).
- 26 septembre :
  - Joseph Doré, évêque catholique français, archevêque de Strasbourg.
  - Winnie Mandela, femme politique sud-africaine († 2 avril 2018).
- 28 septembre :
  - Mylène Demongeot, actrice française († 1er décembre 2022).
  - Robert Wolders, acteur néerlandais († 12 juillet 2018).
- 29 septembre :
  - Silvio Berlusconi, homme d'affaires et homme politique italien et sénateur († 12 juin 2023).
  - Bernard Decomps, physicien français († 8 novembre 2016).
  - James Frawley, réalisateur, acteur et producteur américain († 22 janvier 2019).

## Octobre
- 2 octobre : 
  - Francine Simonin, peintre, dessinatrice et graveuse suisse et québécoise († 9 octobre 2020).
  - Fernando Sánchez Dragó, journaliste et écrivain espagnol († 10 avril 2023).
- 3 octobre :
  - Francis Deniau, évêque catholique français († 12 janvier 2014).
  - Arthur Decabooter, coureur cycliste belge († 26 mai 2012).
  - Viktor Kanevski, footballeur soviétique puis ukrainien († 25 novembre 2018).
- 4 octobre : 
  - Adrien Giraud, homme politique français († 24 mai 2018).
  - Giles Radice homme politique britannique, membre travailliste de la Chambre des lords († 25 août 2022).
- 5 octobre :
  - Václav Havel, dramaturge et homme politique tchécoslovaque puis tchèque († 18 décembre 2011).
  - Philippe Rondot, général de division français († 26 décembre 2017).
- 7 octobre : Steve Reich, compositeur américain.
- 8 octobre : 
  - Djelloul Khatib, haut fonctionnaire algérien et combattant de l'indépendance algérienne († 7 février 2017).
  - Leonid Kouravliov, acteur soviétique puis russe († 30 janvier 2022).
- 9 octobre :
  - Nicole Croisille, chanteuse française ( †4 juin 2025).
  - Sverre Andersen, footballeur norvégien († 1er novembre 2016).
  - Erhard Fappani, peintre suisse († 22 février 1999).
  - Edmond Keossaian, réalisateur arménien († 21 avril 1994).
- 11 octobre : C. Gordon Fullerton, astronaute américain († 21 août 2013).
- 12 octobre : Charles Mwando Nsimba, homme politique de la République démocratique du Congo († 12 décembre 2016).
- 13 octobre :
  - Shirley Bunnie Foy, chanteuse et percussionniste de jazz américaine († 24 novembre 2016).
  - Christine Nöstlinger, auteure autrichienne de littérature d'enfance et de jeunesse († 28 juin 2018).
- 14 octobre :
  - Fuyumi Shiraishi, seiyū japonaise († 26 mars 2019).
  - Barbara Sass, scénariste et réalisatrice de films polonaise († 2 avril 2015).
  - Dyanne Thorne, actrice américaine  († 28 janvier 2020).
- 15 octobre :
  - Michel Aumont, acteur français († 28 août 2019).
  - Pradip Kumar Banerjee, footballeur et entraîneur indien († 20 mars 2020).
- 17 octobre :
  - David Buck, acteur britannique († 27 janvier 1989).
  - Ivan Dratch, poète et homme politique soviétique puis ukrainien († 19 juin 2018).
  - Jean-Paul Török, historien du cinéma, scénariste, réalisateur, écrivain et professeur de narratologie français († 3 janvier 2017).
- 18 octobre :
  - Jaime Lucas Ortega y Alamino, cardinal cubain († 26 juillet 2019).
- 19 octobre : Paulinus Costa, prélat catholique bangladais, archevêque de Dacca († 3 janvier 2015).
- 21 octobre :
  - Suna Kan, violoniste turque († 11 juin 2023).
  - Barbara Raetsch, peintre allemande.
- 22 octobre : Jozef Sluys, organiste virtuose belge († 15 mars 2015).
- 24 octobre : Rafael Hernández Colón, homme politique portoricain († 2 mai 2019).
- 25 octobre :
  - Alf Cranner, chanteur populaire norvégien † 3 mars 2020).
  - Martin Gilbert, historien anglais († 3 février 2015).
  - Masako Nozawa, seiyū japonaise, doublant principalement sur Dragon Ball Z.
- 26 octobre : Òscar Ribas Reig, avocat et homme politique andorran († 18 décembre 2020).
- 28 octobre :
  - Vicenç Capdevila, avocat et homme politique espagnol († 21 mars 2020).
  - Charlie Daniels, musicien de country américain († 6 juillet 2020).
  - Carl Davis, compositeur américain († 3 août 2023).
- 31 octobre :
  - Jean Dujardin, prêtre catholique, théologien et historien français († 3 mars 2018).
  - Nicolás de Jesús López Rodríguez, cardinal dominicain, archevêque de Saint-Dominique.
  - Michael Landon, acteur, réalisateur, producteur, scénariste américain († 1er juillet 1991).

## Novembre
- 1er novembre : Andre Williams, auteur-compositeur et musicien américain († 17 mars 2019).
- 2 novembre : Rosemary Radford Ruether, théologienne catholique américaine († 21 mai 2022).
- 3 novembre : Roy Emerson, joueur de tennis australien.
- 4 novembre :
  - Palle Lykke, coureur cycliste danois († 19 avril 2013).
  - Didier Ratsiraka, militaire et homme d'État malgache († 28 mars 2021).
  - Jan Tříska, acteur tchécoslovaque puis tchèque († 25 septembre 2017).
  - C. K. Williams, poète, essayiste, traducteur et professeur d'université américain († 20 septembre 2015).
- 5 novembre :
  - Robert Assaraf, haut fonctionnaire, chef d'entreprise et essayiste juif marocain († 5 mars 2018).
  - William Christenberry, photographe, peintre, sculpteur et professeur américain († 28 novembre 2016).
  - Uwe Seeler, footballeur international allemand († 21 juillet 2022).
  - Billy Sherrill, producteur de disques et arrangeur américain († 4 août 2015).
- 7 novembre :
  - Jimmie Haskell, compositeur de musiques de films américain († 4 février 2016).
  - Audrey McLaughlin, politicienne canadienne.
- 8 novembre : 
  - Edward Gibson, astronaute américain.
  - Senén Guillermo Molleda Valdés, homme d'affaires, chroniqueur et publiciste espagnol  († 25 novembre 2020).
- 9 novembre : 
  - Mikhaïl Tal, joueur d'échecs russe († 28 juin 1992).
  - Bob Graham, homme politique américain et ancien gouverneur de Floride († 16 avril 2024).
- 11 novembre :
  - Philippe Breton, évêque catholique français († 29 avril 2020).
  - Louis Martin, haltérophile britannique († 16 janvier 2015).
- 12 novembre :
  - France Bastia, femme de lettres belge († 27 février 2017).
  - Jean Duprat, homme politique français († 24 avril 2018).
- 13 novembre : René Owona, homme politique camerounais († 27 octobre 2004).
- 14 novembre : Guy Ignolin, coureur cycliste français († 15 décembre 2011).
- 15 novembre :
  - Olle Holmquist, tromboniste suédois († 26 mars 2020).
  - Alfred Marie-Jeanne, homme politique français.
- 16 novembre :
  - Isaac Berger, haltérophile américain († 7 juin 2022).
  - Joaquín Navarro-Valls, directeur espagnol du Bureau de presse du Saint-Siège († 5 juillet 2017).
- 18 novembre : 
  - Ennio Antonelli, cardinal italien, président du Conseil pontifical pour la famille.
  - Hank Ballard, chanteur américain († 2 mars 2003).
  - Don Cherry, trompettiste de jazz américain († 19 octobre 1995).
  - Suzette Haden Elgin, écrivaine américaine († 27 janvier 2015).
  - Ante Žanetić, footballeur yougoslave puis croate († 18 décembre 2014).
- 19 novembre :
  - Wolfgang Jeschke, écrivain et éditeur de science-fiction allemand († 10 juin 2015).
  - Ljubiša Samardžić, acteur et réalisateur serbe († 8 septembre 2017).
- 20 novembre :
  - Luigi Castiglioni, peintre et affichiste italien († 11 juin 2003).
  - Abdelmalek Guenaizia, homme politique algérien († 4 février 2019).
  - Hamid Gul, général de l'armée pakistanaise († 15 août 2015).
  - Roger Naslain, chimiste français.
- 21 novembre : 
  - Alexandre Ginzbourg, dissident russe († 19 juillet 2002).
  - Victor Chang, chirurgien sino-australien († 4 juillet 2023).
- 23 novembre : Frank Caprio, juge américain († 20 août 2025.
- 24 novembre : Sophie Daumier, comédienne française († 31 décembre 2003).
- 25 novembre :
  - Trisha Brown, danseuse et chorégraphe américaine († 18 mars 2017).
  - William McIlvanney, poète et écrivain écossais († 5 décembre 2015).
- 26 novembre :
  - Freimut Duve, journaliste, écrivain, homme politique et militant des droits de l'homme allemand († 3 mars 2020).
  - Claude Grosperrin, peintre et lithographe français († 16 juillet 1977).
  - Jan Liberda, footballeur international polonais († 6 février 2020).
  - Shusei Nagaoka, illustrateur japonais († 23 juin 2015).
  - Franck Venaille, poète et écrivain français († 23 août 2018).
- 27 novembre :
  - Glynn Lunney, ingénieur en aérospatiale et directeur de vol américain de la Nasa († 19 mars 2021).
  - Clément Michu, acteur français († 21 octobre 2016).
  - Richard Reeves, journaliste, écrivain et conférencier américain († 25 mars 2020).
- 28 novembre : 
  - Théodore-Adrien Sarr, cardinal sénégalais, archevêque de Dakar.
  - Philippe Sollers, écrivain français († 5 mai 2023).
- 29 novembre : Walter Strack, peintre et sculpteur franco-suisse († 1er mai 2021).
- 30 novembre : Knud Enemark Jensen, coureur cycliste danois († 26 août 1960).

## Décembre
- 1er décembre :
  - Bobò, de son vrai nom Vincenzo Cannavacciuolo, comédien italien († 1er février 2019).
  - André Warusfel, professeur, inspecteur général et historien des mathématiques français († 6 juin 2016).
- 2 décembre : Jean Fontaine, missionnaire français d'Afrique qui a écrit une série d'ouvrages sur la littérature arabe († 1er mai 2021).
- 3 décembre :
  - Mary Alice, actrice américaine († 27 juillet 2022).
  - Pierre Raetz, peintre suisse († 9 octobre 2016).
- 4 décembre : Jacques Perrier, évêque catholique français, évêque de Tarbes et Lourdes.
- 5 décembre :
  - John Erwin, acteur américain († 20 décembre 2024).
  - Robert Getchell, scénariste américain († 21 octobre 2017).
- 6 décembre :
  - Peter Bürger, professeur de littérature allemand († 11 août 2017).
  - Isacio Calleja, footballeur espagnol († 4 février 2019).
- 7 décembre : 
  - Michel Arrivé, écrivain et linguiste français († 3 avril 2017).
  - José Yudica, joueur et entraineur de football argentin († 23 août 2021).
- 8 décembre : 
  - Maja Beutler, écrivaine suisse († 14 décembre 2021).
  - David Carradine, acteur, réalisateur, scénariste et compositeur américain († 3 juin 2009).
  - Malcolm Forsyth, compositeur et tromboniste canadien d'origine sud-africaine († 5 juillet 2011).
  - Gérard Lemaître, danseur français († 14 décembre 2016).
- 9 décembre : Pertti Nieminen, joueur de hockey sur glace finlandais († 8 novembre 2016).
- 10 décembre :
  - Doc Edwards, joueur et manager de baseball américain († 20 août 2018).
  - Sabine Monirys, sculptrice, illustratrice, plasticienne et peintre française († 4 mars 2016).
- 12 décembre :
  - Iolanda Balaș, athlète roumaine, spécialiste du saut en hauteur († 11 mars 2016).
  - Reggie Young, musicien américain († 17 janvier 2019).
- 13 décembre :
  - Karim Aga Khan IV, chef spirituel des ismaéliens nizârites († 4 février 2025).
  - Cliff Emmich, acteurn américain († 28 novembre 2022).
- 14 décembre : Robert A. Parker, astronaute américain.
- 15 décembre : 
  - René Chamussy, père jésuite français puis libanais († 27 octobre 2016).
  - Eddie Palmieri, compositeur, interprète américain d'origine portoricaine († 6 août 2025).
- 16 décembre : Elisabeth Kopp, femme politique suisse et ancienne conseillère fédérale († 7 avril 2023).
- 17 décembre : 
  - Tommy Banks, musicien, homme de télévision et sénateur canadien († 25 janvier 2018).
  - Jorge Mario Bergoglio, cardinal argentin, archevêque de Buenos Aires devenu pape de l'Église catholique le 13 mars 2013 († 21 avril 2025).
  - Klaus Kinkel, juriste et homme politique allemand († 4 mars 2019).
- 19 décembre :
  - Abdelaziz Ben Dhia, homme politique tunisien († 23 février 2015).
  - A. B. Yehoshua, écrivain israélien († 14 juin 2022).
- 20 décembre :
  - Niki Bettendorf, homme politique luxembourgeois († 27 janvier 2018).
  - Fredrik Skagen, écrivain et scénariste norvégien († 20 juin 2017).
- 21 décembre : Henri Guybet, acteur français.
- 22 décembre :
  - Héctor Elizondo, acteur américain.
  - Olli Mäki, boxeur finlandais († 6 avril 2019).
- 23 décembre :
  - Frederic Forrest, acteur américain († 23 juin 2023).
  - Jacques Kazadi, économiste, professeur et homme politique congolais († 23 avril 2020).
  - Henri Prosi, peintre français († 19 août 2010).
  - James Stacy, acteur américain († 9 septembre 2016).
- 24 décembre : Dirck Halstead, photographe de guerre américain († 25 mars 2022).
- 25 décembre :
  - Jo de Haan, coureur cycliste néerlandais († 19 avril 2006).
  - Alain Jubert, joueur et entraineur de football français († 20 septembre 2001).
- 26 décembre :
  - Vitaliy Hodziatsky, compositeur ukrainien.
  - Virpi Niemelä, astronome et astrophysicienne argentine († 18 décembre 2006).
  - Gilchrist Olympio, homme politique togolais.
- 27 décembre :
  - Carlos Blixen, joueur de basket-ball uruguayen († 1er août 2022).
  - Georges Castera, poète haïtien († 24 janvier 2020).
  - Igor Kostine, ingénieur et photographe moldave et ukrainien († 9 juin 2015).
- 28 décembre : Jacques Mesrine, gangster français († 2 novembre 1979).
- 29 décembre :
  - Pierre Hanon, footballeur belge († 13 octobre 2017).
  - Mary Tyler Moore, actrice, productrice et réalisatrice américaine († 25 janvier 2017).
- 30 décembre : Robert Beck, pentathlonien et escrimeur américain († 2 avril 2020).
- 31 décembre : Umaru Dikko, homme politique nigerian († 1er juillet 2014).

## Date précise inconnue
- Leïla Aouchal, écrivaine franco-algérienne († 2013).
- Raymond Fau, auteur-compositeur-interprète de chants liturgiques français († 26 décembre 2021).
- Fei Liang, herpétologiste chinois († 4 juin 2022).
- Anthony Goodman, professeur américain d’histoire médiévale et des renaissances à l’université d’Édimbourg († 3 octobre 2016).
- Jean-Jacques Loup, auteur de bande dessinée et caricaturiste français († 31 juillet 2015).
- C. K. Mann, musicien et producteur ghanéen († 20 mars 2018).
- André Ngongang Ouandji, homme politique et diplomate camerounais († 27 juin 2007).
- Carmen Pereira, femme d'État bissau-guinéenne († 4 juin 2016).
- Eugénie Rocherolle, compositrice américaine.
- Hailu Shawel, ingénieur civil et homme politique éthiopien († 6 octobre 2016).
- Malick Sidibé, photographe malien († 14 avril 2016).
- Teatao Teannaki, homme politique gilbertin et président des Kiribati († 11 octobre 2016).
- Frank Thomas, parolier et producteur de musique français († 20 janvier 2017).